# Jeremy Poldark

Jeremy Poldark è il terzo di dodici romanzi dei Poldark, una serie di romanzi storici di Winston Graham. È stato pubblicato nel 1950.
Jeremy Poldark continua la storia del matrimonio e della famiglia Poldark. Il romanzo precedente della serie (Demelza) si è concluso su diverse note oscure nel gennaio 1790. Jeremy Poldark termina nel giugno 1791, un mese dopo la nascita del bambino da cui il romanzo prende il titolo.

## Trama

### Libro primo
Il Libro primo si svolge tra agosto e settembre 1790 in quattordici capitoli.
Ross finisce sotto processo con l'accusa di avere istigato il saccheggio delle due navi naufragate a Hewlandra Beach nel mese di gennaio. La famiglia Warleggan, per assicurarsi che l'uomo venga condannato, assume diversi agenti per raccogliere testimonianze contro Ross arrivando anche a corrompere persone come Jud Paynter affinché testimonino il falso contro di lui.
Nel frattempo Unwin Trevaunance, fratello minore del proprietario terriero locale Sir John Trevaunace, si candida alle elezioni per un seggio in Parlamento. Elezioni che si terranno lo stesso giorno del processo a Ross e nella stessa città di Bodmin.
Ross viene incarcerato per diversi giorni prima del processo. Demelza arriva a Bodmin, e lo stesso fanno Verity, Francis e Dwight Enys. Mentre il suo avvocato consiglia vivamente a Ross di assumere una posizione sottomessa davanti ai giudici, Demelza, senza consultarsi con nessuno, cerca di avvicinare i giudici prima del processo per fare pressioni per l'innocenza del marito.
Dwight Enys fa la conoscenza di Caroline Penvenen, interesse amoroso di Unwin Trevaunance, quando la giovane manda a chiamare un medico per curare il suo cagnolino ammalato. L'uomo accorre e una volta appresa l'identità del paziente si arrabbia ma poi decide ugualmente di prestargli soccorso. In seguito Dwight Enys si offre di condividere la sua stanza d'albergo con Francis Poldark dato che in città c'è carenza di camere libere. Francis, scoraggiato per la sua vita, intende suicidarsi senza però riuscirci e poi confida i suoi problemi al dottor Enys.
Verity e Francis Poldark si incontrano a Bodmin per la prima volta dopo mesi e tra i due sembra essere possibile una riconciliazione.
Al processo, le cose per l'accusa iniziano a volgere male quando Jud Paynter, chiamato a testimoniare contro Ross, prende invece le difese del suo ex padrone. Nella sua arringa Ross si difende dichiarando di non aver avuto alcun coinvolgimento nella rivolta. Dopo una breve deliberazione, Ross viene assolto da tutte le accuse.
Tornati a casa, Demelza esprime a Ross il desiderio di voler un altro figlio, ma l'uomo afferma di non volerne sapere per il momento. Demelza, che aveva da poco scoperto di essere incinta, decide di non informare il marito della cosa.
I membri della famiglia Warleggan discutono dell'assoluzione di Ross e affermano che riusciranno a rovinarlo in un altro modo. George non vuole però che vengano prese azioni aggressive contro la famiglia di Francis Poldark nonostante un piccolo alterco avuto con Francis a Bodmin perché interessato ad una persona nella famiglia. È implicito che questa persona sia Elizabeth Poldark.

### Libro secondo
Il Libro secondo si svolge tra dicembre 1790 a giugno 1791 in quattordici capitoli.
Mentre Ross riprende la vita da piccolo proprietario terriero e agricoltore, i suoi rapporti con Demelza si raffreddano sempre di più. Quando Demelza si rende conto che Ross ha bisogno di soldi per evitare di finire di prigione per debiti, la donna lo incoraggia a vendere la spilla con rubino che gli ha regalato insieme al bestiame e ad alcuni mobili di casa.
Dwight Enys realizza che molti residenti locali soffrono di scorbuto e cerca il più possibile di provvedere a curarli. Recatosi in visita a Trenwith, Elizabeth lo supplica di pregare Ross e Demelza a trascorrere con loro la sera di Natale e poi invita anche lui alla cena. Ross è inizialmente contrario ad accettare l'invito, poi però deciso a fare ufficialmente pace con Francis accetta. Durante la cena il dottor Enys viene chiamato con urgenza a casa di Caroline Penvenen, che sembra essere quasi in fin di vita. Il dottore la cura estraendole una lisca di pesce che le si era conficcata in gola. Da quel momento, sentendosi in debito con lui, la donna gli scrive alcune lettere. Dwight realizza di essersi innamorato di lei ma sapendola già impegnata teme che possa ripetersi quanto accaduto in passato con Keren. Recatosi un giorno a trovarla, l'uomo si accorge dei suoi atteggiamenti verso i poveri, che sono completamente il contrario dei suoi. Lui le racconta delle sofferenze provocate dallo scorbuto e questo fatto sembra quasi aprire gli occhi alla giovane.
Ad inizio gennaio si tiene un incontro tra gli investitori della Wheal Leisure, nel corso del quale si viene a sapere che le quote del signor Benjamin Aukett sono state acquistate da un certo signor Henry Coke. Ross sospetta che dietro a Coke ci siano in realtà i Warleggan. 
Rientrato a casa vi trova il signor Trencrom, capo di una banda di contrabbandieri locale, che gli chiede il permesso di far approdare il suo cutter carico di merci sulla spiaggia di sua proprietà. Demelza è contraria all'accordo, temendo che ciò comporti ulteriori problemi legali per Ross. Tuttavia, l'incentivo finanziario offerto di diverse centinaia di sterline per lo sbarco, proprio quando Ross ha un disperato bisogno di soldi, è abbastanza allettante da portare avanti l'accordo. Demelza poi informa Ross di aspettare un bambino.
Il giorno seguente Ross si reca con Zacky Martin alla miniera, poi si ferma a parlare col dottor Enys che ha appena ricevuto dodici sacchi di arance con le quali poter curare i malati di scorbuto. Intuito che ad avergli mandati è stata Caroline Penvenen, il dottore si reca da lei a ringraziarla e lì non solo fa conoscenza con Unwin Trevaunance, ma apprende che la donna partirà la settimana seguente.
Deciso a riaprire la Wheal Grace, Ross vende metà delle sue quote della Wheal Leisure. Poi si reca da Francis e lo invita a diventare suo socio nella Wheal Grace. 
A tarda notte, mentre sta tornando a casa da una serata di bevute dalla vedova  Tregothnan, Jud Paynter viene aggredito ed ucciso da due uomini. Prudie, che ha trovato nella borsa del marito delle sovrane d’oro, intende fargli un bel funerale. Per commemorare Jud, i suoi amici, vicini di casa e la stessa Prudie, si danno ad una quantità significativa di mangiate e bevute. La sera prima del funerale, si scopre che il corpo di Jud è scomparso e questo getta nel panico tutti i presenti alla veglia. Improvvisamente Jud fa la ricomparsa a casa. Infatti l'uomo non era morto ma aveva solo perso i sensi e la pioggia che gocciolava attraverso le fessure del tetto sopra il suo corpo lo ha risvegliato dall'incoscienza.
Il primo venerdì di maggio Ross e Francis si recano a Truro dal notaio Harris Pascoe per ufficializzare l'apertura della loro miniera. Dopo aver sbrigato le pratiche Ross e George Warleggan si incontrano e vengono alle mani. Più tardi, Ross, Francis e il capitano Blamey si trovano casualmente nella stessa osteria ed ha luogo un principio di riconciliazione tra Francis e il capitano Blamey. Nel frattempo Demelza, uscita di nascosto in barca a pescare, viene colta dalle doglie e fa appena in tempo a tornare a casa per dare alla luce un bambino che viene chiamato Jeremy.
Intanto i figliastri di Verity, Esther e James, le fanno visita mentre il loro padre è in mare. La relazione con James va a gonfie vele, ma non quella con Esther, che si dimostra fredda con Verity e dimostra di non aver ancora perdonato suo padre per aver ucciso sua madre.
Nel capitolo finale, a Nampara si tiene una piccola festa a cui partecipano Francis, Elizabeth, Verity, Andrew Blamey e il dottor Dwight Enys per celebrare l'apertura di Wheal Grace e la nascita di Jeremy.

## Edizioni
- 2017 - Sonzogno
- 2020 - Marsilio Editori (collana "Universale economica Feltrinelli")